# Sitecamés
Sitecamés ou Sitecamósis foi uma princesa e rainha do Antigo Egito durante o final da XVII dinastia e início do XVIII. Com base em seu nome, provavelmente era filha do faraó Camés e de sua presumida esposa Aotepe II. Se casou com Amósis I, filho de Aotepe I e Tao II. Foi reenterrada na tumba TT320, onde sua múmia, hoje no Museu Egípcio do Cairo, foi descoberta. Junto a seu corpo havia a inscrição com o título de esposa divina de Amom, que lhe deve ter sido atribuído postumamente.